# إلين دوريت بيترسن
إلين دوريت بيترسن (بالنرويجية: Ellen Dorrit Petersen)‏ (و. 1975  م) هي ممثلة نرويجية، بدأت مشوارها المهني سنة 2008.

## جوائز
حصلت على جوائز منها:
- جائزة أماندا لأفضل ممثلة  [لغات أخرى]‏، عن عمل: Blind (2014 film) [الإنجليزية]‏ (2014)
- Kanon Award for Best Actress ‏، عن عمل: Blind (2014 film) [الإنجليزية]‏ (2014)
- جائزة أماندا لأفضل ممثلة  [لغات أخرى]‏، عن عمل: Ice Kiss  [لغات أخرى]‏ (2009)
- جائزة أماندا.

## وصلات خارجية
- إلين دوريت بيترسن على موقع IMDb (الإنجليزية)
- إلين دوريت بيترسن على موقع قاعدة بيانات الأفلام العربية
- إلين دوريت بيترسن على موقع ألو سيني (الفرنسية)
- إلين دوريت بيترسن على موقع أول موفي (الإنجليزية)
- إلين دوريت بيترسن على موقع قاعدة بيانات الأفلام السويدية (السويدية)
- إلين دوريت بيترسن على موقع قاعدة بيانات الفيلم (الإنجليزية)
- إلين دوريت بيترسن على موقع كينوبويسك (الروسية)